# Barone Moyne
Barone Moyne, di Bury St Edmunds nella contea di Suffolk, è un titolo fra i pari del Regno Unito, creato nel 1932 per il politico conservatore the Hon. Walter Guinness. Membro della facoltosa famiglia Guinness produttori di birra, era il terzogenito maschio di Edward Guinness, I conte di Iveagh, a sua volta terzogenito maschio di Sir Benjamin Guinness, I baronetto di Ashford. Suo figlio, il secondo barone, fu un poeta e romanziere, e il primo marito di Diana Mitford, una delle famose sorelle Mitford.
Al 2016 il titolo è detenuto dal maggiore dei suoi figli maschi, Jonathan Guinness, III barone Moyne, che gli è succeduto nel 1992. In quanto discendente agnatizio maschile sia del primo Conte di Iveagh che del primo Baronetto Guinness di Ashford, egli è anche nella successione a questi due titoli.

## Baroni Moyne (1932)
- Walter Edward Guinness, I barone Moyne (1880–1944)
- Bryan Walter Guinness, II barone Moyne (1905–1992)
- Jonathan Bryan Guinness, III barone Moyne (nato nel 1930)

L'erede apparente è il secondogenito maschio ma maggiore dei figli sopravvissuti dell'attuale detentore, Hon. Valentine Guy Bryan Guinness (nato nel 1959).

L'erede presunto dell'erede apparente è il suo fratellastro Hon. Sebastian Walter Denis Guinness (nato nel 1964).